# Indian National Army

Flagge der Indian National Army

Die Indian National Army oder Azad Hind Fauj (Hindi: आज़ाद हिन्द फ़ौज) war die Armee der Azad Hind (Provisorische Regierung des Freien Indiens), die zusammen mit der den Achsenmächten angehörenden Kaiserlich Japanischen Armee im Burmafeldzug und in der Schlacht von Imphal im Zweiten Weltkrieg kämpfte. Ihr Hauptquartier befand sich auf der Inselgruppe Andamanen und Nikobaren, wo die INA einen scheinunabhängigen indischen Staat kommandierte.

## Geschichte

### Vorgeschichte
Im Ersten Weltkrieg hatten 1,3 Millionen Mann der Indischen Armee auf britischer Seite gekämpft. Unter der Führung Mahatma Gandhis (1869–1948) kam es in der Zwischenkriegszeit zum passiven Widerstand gegen die britische Herrschaft. Innerhalb des Indischen Nationalkongresses gab es zu dieser Zeit insbesondere unter der Führung Subhash Chandra Boses in den späten 1930er Jahren Richtungsstreitigkeiten über den Einsatz von Gewalt gegen die britische Herrschaft. Beim Ausbruch des Zweiten Weltkrieges erklärte der britische Generalgouverneur den Kriegszustand des Indischen Empire mit Deutschland, ohne die indischen Politiker zu konsultieren. Subhas Chandra Bose flüchtete nach Europa und gründete dort ein mit der Wehrmacht kämpfendes 3500 Mann starkes Kontingent aus indischen Kriegsgefangenen, die Indische Legion.

### Gründung

Standarte Azad Hinds

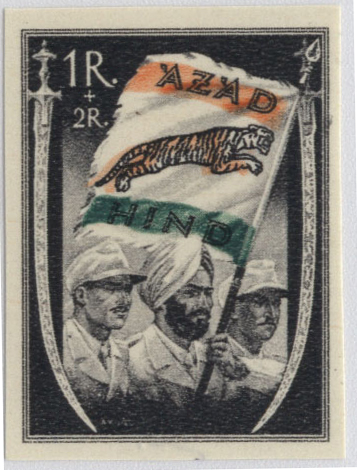
In Deutschland vorbereitete Briefmarke für Azad Hind

Am 8. Februar 1943 verließ Bose Deutschland mit dem U-Boot U 180 von Kiel in Richtung Japan, wurde bei Madagaskar von dem japanischen U-Boot I-29 übernommen und gründete in Japan die Indian National Army. Sie bestand anfangs aus 40.000 Indern, größtenteils indischen Kriegsgefangenen, welche, im Dienst der British Indian Army, von den Achsenmächten gefangen genommen worden waren. Weiterhin wurde ein signifikanter Teil aus indischen Zivilisten in den von Japan besetzten Gebieten in British Malaya und Birma rekrutiert. Das militärische Hauptquartier der INA wurde auf der von den Japanern eroberten Inselgruppe der Andamanen und Nikobaren errichtet.

### Besetzung Birmas und der Angriff auf Indien
Als Japan Birma angriff, kämpfte die Indian National Army auf der Seite der japanischen Armee. Bose gründete am 21. Oktober 1943 eine Exilregierung unter dem Namen Azad Hind (Freies Indien), die von den Achsenmächten anerkannt wurde. Im März 1944 griff die japanische 15. Armee mit Unterstützung der INA indisches Gebiet an (Schlacht von Imphal). Nach dem Scheitern des Vorstoßes der japanischen Truppen im Mai versuchte Bose, die INA auf eigene Faust weiter kämpfen zu lassen. Die Hoffnung Boses, dass ein begrenzter militärischer Erfolg der INA einen allgemeinen Aufstand in Indien auslösen würde, ging nicht in Erfüllung. Bei der Rückeroberung Birmas durch britische Truppen 1945 kam es aber teilweise zu Verbrüderungsszenen zwischen Indern in der British Army und der INA. Bose soll am 18. August 1945 bei einem Flug nach Japan über Taiwan abgestürzt sein. Zeitgleich mit Japan kapitulierte auch die Indian National Army. Insgesamt dienten 87.000 Soldaten der Indian National Army, etwa 26.150 kamen bei Kämpfen ums Leben.

## Nachwirken
Die Generäle der Indian National Army wurden von der britischen Kolonialmacht vor Gericht gebracht (Red Fort trials). Zu Urteilen kam es jedoch nicht, da auf Grund von Protesten der indischen Bevölkerung eine Verurteilung durch britische Gerichte unmöglich schien. Erstmals war der indische Nationalismus auf indische Soldaten übergesprungen, die bisher als ausgesprochen loyal gegolten hatten. Die Briten erließen deshalb eine Generalamnestie für die Armeeangehörigen der INA.